# Creolestes cinereum
Creolestes cinereum är en tvåvingeart som först beskrevs av Jacques-Marie-Frangile Bigot 1878.  Creolestes cinereum ingår i släktet Creolestes och familjen rovflugor.
Artens utbredningsområde är Colombia. Inga underarter finns listade i Catalogue of Life.